# Krasnohorivka
Krasnohorivka este un oraș din Ucraina (Regiunea Donețk).

## Personalități marcante
- Nikolai Șmatko (17 august 1943) sculptor contemporan